# 岡山県道359号樫村金屋線
岡山県道359号樫村金屋線（おかやまけんどう359ごう かしむらかなやせん）は、岡山県美作市を通る一般県道である。

## 概要
美作市巨勢（こせ）と美作市北原を結ぶ。
以前は美作市猪臥（いぶし）から吉野川を渡らないで吉野川左岸（南岸）を通って美作市北原で岡山県道360号万善美作線と合流し、それから国道179号に合流していた。現在でも一部の道路地図ではその道を県道として示している。

### 路線データ
- 起点：美作市巨勢（樫村交差点、国道374号交点、岡山県道379号百々樫村線終点）
- 終点：美作市北原（国道179号上、岡山県道360号万善美作線終点）
- 実延長：6.5 km

## 歴史
- 1960年（昭和35年）3月18日 - 岡山県告示第335号により認定される。
- 1972年（昭和47年） - 岡山県の県道番号再編により現行の路線番号に変更される。
- 2005年（平成17年）3月31日 - 英田郡に属する町村（西粟倉村を除く）と勝田郡勝田町が対等合併して美作市が発足したことに伴い起終点の地名表記が変更される。

## 路線状況

### 重複区間
- 国道179号（美作市平田 - 美作市北原（終点））

### 道路施設

#### 橋梁
- 平成橋（吉野川、美作市猪臥（いぶし） - 美作市平田）

## 地理

### 通過する自治体
- 美作市

### 交差する道路
| 交差する道路                                   | 交差する場所 | 交差する場所      |
| ---------------------------------------------- | ------------ | ----------------- |
| 国道374号 岡山県道379号百々樫村線              | 巨勢         | 樫村交差点 / 起点 |
| 国道179号 重複区間起点                         | 平田         |                   |
| 国道179号 重複区間終点 岡山県道360号万善美作線 | 北原         | 終点              |

### 沿線
- 吉野川
- 美作巨勢郵便局
- 海田の茶畑